# Colección Artística de la Alcaldía de Porto Alegre
La Colección Artística de la Alcaldía de Porto Alegre está conformada por dos colecciones: la Ruben Berta y la de Aldo Locatelli. Su sede es un edificio histórico ubicado en la rúa Duque de Caxias en el centro histórico de la ciudad de Porto Alegre, Brasil. E.